# بارلز
بارلز (به فرانسوی: Barles) یک کمون (فرانسه) در فرانسه است که در آلپ-دو-اوت-پرووانس واقع شده‌است. بارلز ۵۹٫۰۵ کیلومتر مربع مساحت دارد ۹۸۵ متر بالاتر از سطح دریا واقع شده‌است.